# Relativ risiko
 Denne artikel bør gennemlæses af en person med fagkendskab for at sikre den faglige korrekthed.

 Der er for få eller ingen kildehenvisninger i denne artikel, hvilket er et problem. Du kan hjælpe ved at angive troværdige kilder til de påstande, som fremføres i artiklen.

Relativ risiko (RR) er et forholdstal, som angiver hvor meget større sandsynlighed der er for at en given hændelse finder sted i én gruppe personer i forhold til en anden gruppe personer.

## Eksempel 1
Hvis man fx har to grupper: Gruppe A og Gruppe B. 
Gruppe A består af personer mellem 40 og 50 år, mens gruppe B består af personer mellem 50 og 60 år. 
Hvis RR for en sygdom i Gruppe B er 2, betyder det, at det er dobbelt så sandsynligt, at en person i Gruppe B får sygdommen som i Gruppe A.
Altså, er der dobbelt så stor sandsynlighed for at få sygdommen i aldersgruppen 50-60 år, i forhold til aldersgruppen 40-50 år.

## Eksempel 2
{\displaystyle RR={\frac {p_{\text{event when exposed}}}{p_{\text{event when non-exposed}}}}}
| Risiko     | Sygdomsstatus     | Sygdomsstatus     |
| Risiko     | Er tilstede       | Fraværende        |
| ---------- | ----------------- | ----------------- |
| Ryger      | {\displaystyle a} | {\displaystyle b} |
| Ikke-ryger | {\displaystyle c} | {\displaystyle d} |

I eksemplet er sandsynligheden for at udvikle lungecancer blandt rygere 20% og blandt ikke-rygere 1%. Denne situation udtrykkes i 2 × 2 tabellen til højre.
Her er a = 20, b = 80, c = 1, og d = 99. Den relative risiko for at udvikle cancer i forbindelse med rygning ville så være:
{\displaystyle RR={\frac {a/(a+b)}{c/(c+d)}}={\frac {20/100}{1/100}}=20.}
Det ville være 20 gange så sandsynligt, at rygere ville udvikle lungecancer som ikke-rygere.
Den alternative terminologi risiko-ratio bruges nogle gange, fordi det er ratio'en for risikoen hos den udsatte divideret med risikoen hos den ikke udsatte.